# 前田遊野
前田 遊野（まえた ゆうや、1983年5月11日 - ）は、日本のドラマー、パーカッショニスト。鳥取県出身。

## 人物
14歳でドラムを始め、同時にバンド活動も開始。23歳で上京。25歳の時に、全て独学で習得したドラミングがBlue Man Group IN TOKYOの音楽監督兼ドラマーであるBill Swartz（ビル・スワーツ）に認められ、同グループへ参加が決まる。
Blue Man Group IN TOKYOでの出演をきっかけにプロ活動を開始し、BABYMETALやマーティ・フリードマンをはじめとする多岐にわたるアーティストのバックバンドやスタジオ・ミュージシャンとしての活動を行う。
ドラムの演奏は非常にタイト、かつ、派手である。BABYMETALのバックバンドである大村孝佳、BOHらに「めちゃくちゃタイト」と評されている。ジャストであったりミリセコンド単位でのタメを効かせたりと、楽曲が求めるものを殆どのジャンルを問わず表現する。
2015年8月、ソナー（SONOR）アーティストとして迎えられる。
近年は若手ドラマーの育成を行っており、吉祥寺の音楽スタジオ「Kicca」ならびにESP MUSIC SCHOOLにて講師を務める。講師を兼ね、多種にわたるアーティストのサポートを行い、仮BANDのドラマーとしても腕を振るっている。2018年1月の藤岡幹大の急逝以降、仮BANDのリーダーを務めている。初のドラムセミナーのゲスト、I Don't Like Mondays.のドラマー秋気（Shuki）は実弟である。

## 略歴
- 2008年
  - Blue Man Group IN TOKYOの打楽器奏者として同グループで演奏を行なう。この時より本格的にプロ活動を開始。
- 2014年
  - BABYMETALのバックバンド「神バンド」に参加[3]。同グループのワールドツアーに参加し、イギリス・アメリカ等のワンマン公演やHEAVY MONTRÉAL等の大型海外フェスに出演。又、同グループでのレディー・ガガのオープニングアクト公演に参加し、全米を回る。
  - マーティ・フリードマンのバックバンドに参加。同グループの公演でLOUD PARK 2014への出演を果たす。
  - BABYMETALのO2 ブリクストン・アカデミーでのライブに参加。ここでの緩急自在の演奏は、LIVE IN LONDON -BABYMETAL WORLD TOUR 2014-に収録されている。
- 2015年
  - 前述「神バンド」のメンバーである藤岡幹大と共に、セッションバンドMMMとして東京・高円寺にてライブを行う。
  - 前述「神バンド」のメンバーである大村孝佳と共に、フジテレビ系列「ヨルタモリ」番組内にて「AMEDEATH[4]」のドラマーとして演奏・出演。
  - LIV MOON、再始動ライブよりサポートドラマーとして参加[5][6]。
  - RENOのソロプロジェクト初ワンマンライブにサポートドラマーとして参加[7][8]。
  - SONORアーティストの一員に加わった事により、それに伴いコマキ通商株式会社と池部楽器店の協力の下、自身初のドラムセミナーを開催[9][10]。
  - 11月30日、高円寺ShowBoatにて藤岡幹大・BOHと共にセッションライブを行う。終演後、同メンバーでのセッションバンド 「仮BAND」を結成。
- 2016年
  - 2月21日、仮BAND名義では初となる公演を渋谷JZbratにて敢行。同公演はスペシャルメンバーとして桑原あいが参加。同時に仮BANDのCD制作が発表され、この日オリジナル曲を1曲披露した。
  - 12月26日、大村孝佳ソロバンドのメンバーとして、代官山UNITでのGacharic Spinとのツーマンライブに出演[11]。
- 2017年
  - 4月26日、仮BANDの初音源となるミニアルバム「仮音源-DEMO-」がベルウッド・レコードより発売[12][13][14]。
  - Spark7 東京・大阪公演にメンバーとして出演[15]。
  - 11月19日、Beyond Vape Japan オリジナルデバイスお披露目イベントに仮BANDとして出演。
  - 12月2日、日本武道館にて開催された「Pile Live at Budokan -Pile feat. ラブライブ!-」に出演。
- 2018年
  - 日本ケンタッキー・フライド・チキン製品「ホット&スパイシーチキン」のCM動画「第三のチキン、現る」篇にて、ドラム演奏を担当。
  - iOS、Android用ゲームアプリ「グリモア〜私立グリモワール魔法学園〜」のキャラクターソングプロジェクト「リバースレコードプロジェクト シーズン2」第一弾楽曲 双美心（CV.浅倉杏美）「CROSSING POINT」にてドラム演奏を担当。
  - 音楽×演劇×格闘技の公演作品「魔界」の劇中曲を収録した1stアルバム「THE MAKAI「鬼哭の章」」にてドラム演奏を担当[16]。
  - 4月23日、クラブチッタにて開催された藤岡幹大 Memorial Live「My Little God」に出演。
  - 「RENO TOUR 2018 IMAGE」、「LM.C TOUR 2018 IN FUTURE」にツアーメンバーとして参加。
  - 10月29日、TSUTAYA O-WESTにて開催された「Legend Guitarist 異伝 Vol.2 ～Le Voyage～」に出演[17][18]。
  - 11月7日、仮BANDとしては初の映像作品となるLIVE DVD「藤岡幹大 My Little God at CLUB CITTA' KAWASAKI」発売。
- 2019年
  - バンダイナムコエンターテインメントより発売のPlayStation 4、Xbox One、Microsoft Windows用ゲームソフト「エースコンバット7_スカイズ・アンノウン」にてドラム参加。
  - 1月19日、洲本市文化体育館大ホールにて開催された藤岡幹大追悼記念公演「The Hill Of Wisteria」に、大村孝佳バンドのメンバーとして出演[19][20]。
  - 大村孝佳デビュー15周年ツアー「Takayoshi Ohmura 15th Anniversary Live Tour 2019 METAL NATION」に、ツアーメンバーとして参加[21][22]。
  - 12月14日、北とぴあつつじホールにて開催されたLIV MOON 10th Anniversary LIVE 2019「Emotions」にドラマーとして参加。
- 2020年
  - 日本コロムビア創立110周年記念公演「コロちゃんフェス supported by animelo mix」テーマソングの「夏休みが来るまえに」にてドラム演奏を担当。
  - MAGES.より発売、Nintendo Switch、PlayStation 4用ゲームソフト「この素晴らしい世界に祝福を!～この欲望の衣装に寵愛を!～」主題歌「It's so fine!」にてドラム演奏。
  - 1月29日、仮BANDのミニアルバム「二枚目」をリリース[23]。
  - 6月18日、配信ライブ「PSYCHO DAZE BASS 2020 有料生配信ライブ～MASAKI VS IKUO～」に出演。
  - 6月20日、配信ライブ「仮BAND 配信ライブ」開催。
  - 8月23日、配信ライブ「仮BAND 配信ライブ vol.2 Streming+」を開催[24]。
  - 11月8日、配信ライブ「仮BAND 配信ライブ vol.3 Streming」を開催。
  - 11月28日、保谷こもれびホール メインホールにて開催されたISAO Debut 20th Anniversary Concert「Symphonic Spark7」にドラマーとして参加。
  - 12月3日、日本青年館にて開催された「中島愛 キャラクターソング・ライブ ～FULL OF LOVE!!～」にドラマーとして参加[25]。

## 使用機材
ドラムはソナー（SONOR）accent stage 3 を愛用していたが、2016年3月より同社SQ2が主軸となる。仮BANDではVintageSeriesを好んで使い、非常に忠実な良いドラム、と評している。ペダルはDW5000AD twinを、シンバル類はSABIANを愛用している。スネアもドラムと同社使用しているが、口径が13インチのものを特に好んで使用している。

## 参加アーティスト

### レコーディング参加
- 関ジャニ∞
- RENO（ex.ViViD）
- 亜沙
- 内田彩
- 伊藤美来
- 崎山つばさ
- 村川梨衣
- Machico

### ライブ参加
- Blue Man Group
- BABYMETAL
- マーティ・フリードマン
- LIV MOON
- BREAKING ARROWS（SIAM SHADE、DAITAの別バンド）
- LM.C
- RENO（ex.ViViD）
- Spark7
- 大村孝佳
- Enigmatic Drive
- 米良治彦
- sleepyhead
- Pile
- 中島愛

など